# Fredrik Lundin
Fredrik Lundin (født 7. april 1963) er en dansk tenorsaxofonist der debuterede på den københavnske jazzscene i begyndelsen af 1980'erne.
Han er opvokset i Helsingør, hvor han modtog fem års musikskoleundervisning på fløjte.
Fredrik Lundin, der tidligt gjorde sig bemærket med egne grupper (særligt Frederik Lundin Quartet dannet i 1981), modtog i 1986 de danske jazzjournalisters hæderbevisning, JASA-Prisen, har siden modtaget en lang række andre kontante påskønnelser.
Gennem årene har han  spillet med talrige ensembler på den skandinaviske jazzscene, senest med blandt andre Jan Kaspersen, Bo Stief og Jonas Johansen. Derudover har han hyppigt samarbejdet med sin sangerinden Trinelise Væring, som han er gift med.
Endvidere har Lundin arbejdet en del med elektronik og komposition, blandt andet til teaterforestillinger, og han har bevæget sig i grænselandet mellem jazz og klassisk, blandt andet inden for projektet Den 3. Vej.
Blandt Fredrik Lundins egne grupper skal nævnes  Fredrik Lundin Overdrive.  et stort dansk-svensk-norsk band, han skabte i 2001. Musikken er  kontant og udadvendt med klar inspiration fra bl.a. Charles Mingus, og orkestrets CD Choose Your Boots blev i 2002 kåret til Årets Danske Jazzudgivelse, både ved Danish Music Awards og ved en læserafstemning i tidsskriftet Jazz Special.
I forbindelse med Copenhagen Jazz Festival i 2003 præsenterede Fredrik Lundin et nyt og bemærkelsesværdigt nordisk band, kaldet Basalt. Her medvirkede Krister Jonsson på guitar, Lars Andreas Haug på tuba, Anders Jormin på bass og trommeslager Audun Kleive. Det var første og eneste gang, at gruppen samledes, men resultatet blev fanget på en liveoptagelse.

## Diskografi

### Albums
- 1986: Twilight Land
- 1987: The Cycle
- 1997: Music For Dancers and Dreamers
- 2001: Choose Your Boots
- 2004: Belly Up - Fredrik Lundin Overdrive Plays Leadbelly

## Galleri
Fotos: Hreinn Gudlaugsson